# Chilochroma
Chilochroma là một chi bướm đêm thuộc họ Crambidae.